# Fronteira Laos–Mianmar
A fronteira entre o Laos e Mianmar é uma linha de 235 km de extensão, sentido nordeste-sudoeste, no leste de Mianmar, separando o país do extremo noroeste do Laos. No extremo nordeste há a tríplice fronteira com a China e no sudeste a tríplice fronteira é com a Tailândia.
O traçado da fronteira é todo formado pelo rio Mekong e separa o estado ("Pyi") de Shan de Mianmar das províncias Bokeo e Luang Namtha do Laos. Nas proximidades fica a província Chiang Rai da Tailândia.
Essa fronteira foi definida em 1948 com a independência da Birmânia, depois denominada Mianmar. A Birmânia havia se tornado uma colônia britânica separada da Índia em 1937. Em 1949 o Laos obteve uma independência provisória do domínio francês, confirmada depois em 1954. Desde o final do século XIX o Laos era parte da Indochina Francesa.
Há um cruzamento principal na Ponte da Amizade em Wan Pong-Kyainglap, ligando Xieng Kok no Laos com Kyainglap em Mianmar, inaugurada em 20 de novembro de 2018. 